# Vulpes vulpes fulvus
Vulpes vulpes fulvus es una subespecie del zorro rojo (Vulpes vulpes), un mamíferos carnívoro  de la familia Canidae.

## Distribución geográfica
Se encuentra en el este de los Estados Unidos.